# San Pedro de Huaca

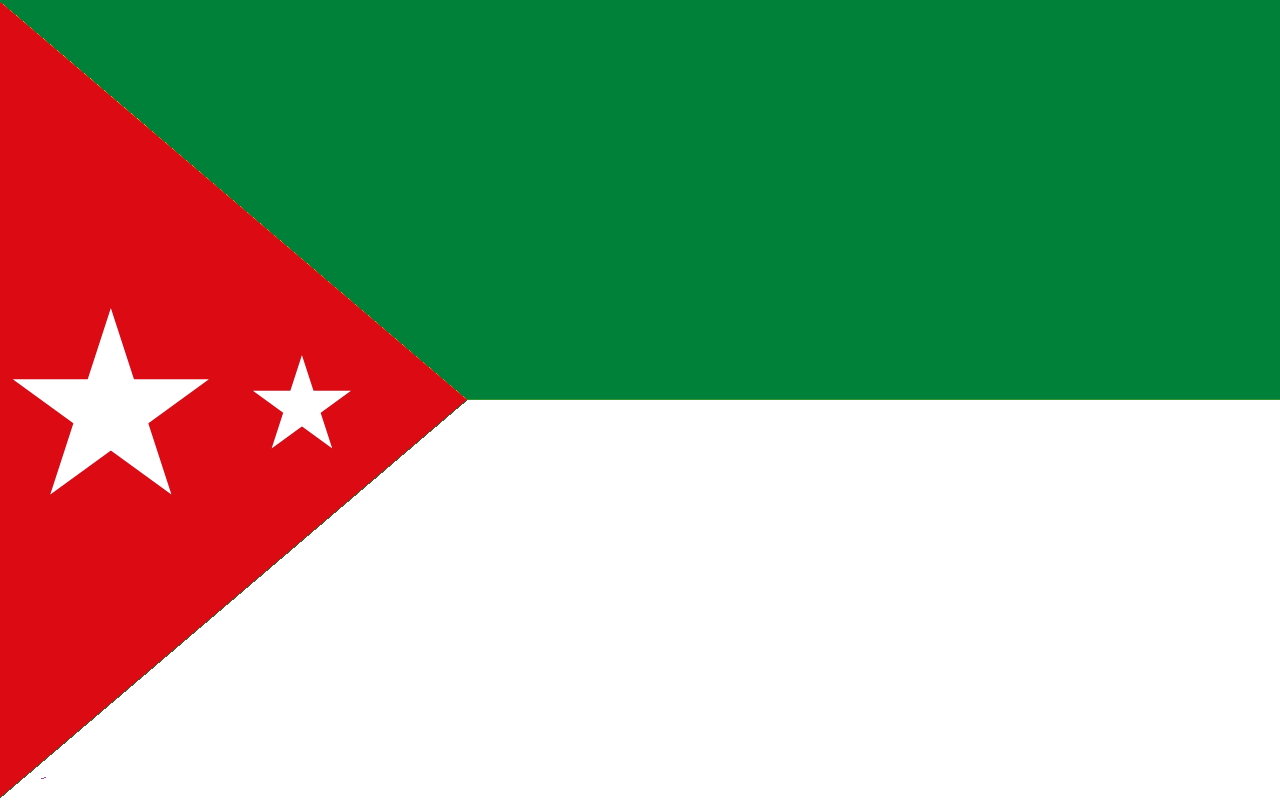
Bandeira de San Pedro de Huaca

San Pedro de Huaca é um cantão do Equador localizado na província de Carchi.
A capital do cantão é a cidade de Huaca.